# Spas-Klépiki
Spas-Klépiki (del ruso: Спас-Клепики) es una ciudad del óblast de Riazán, en Rusia, centro administrativo del raión de Klépiki. Está situada a orillas del río Pra, un afluente del río Oká, a 64 km (79 km por carretera) al nordeste de Riazán. Su población era de 6.504 habitantes en 2009.

## Historia
El origen de Spas-Klépiki se remonta al siglo XVI. Era un pueblo llamado Klépiki que al construirse en él una iglesia al Salvador (Spas en ruso), empezó a ser conocido como Spáskoye Klépiki. 
En la segunda mitad del siglo XVII, el pueblo se desarrolló convirtiéndose en un centro comercial de la manufactura de ropa en el camino de Moscú a Kasímov. A mediados del siglo XIX se estimuló en los pueblos de los alrededores la producción de algodón, por lo que la localidad se convirtió en un lugar de hilado de tejidos de este material y de lino.
Entre 1909 y 1912, el poeta Serguéi Yesenin estudio en la escuela para maestros de Spas-Klépiki que ahora alberga un museo en su memoria.
Recibió el estatus de ciudad en 1920.

## Demografía
| 1926  | 1959  | 1970  | 1979  | 1989  | 2002  | 2007  |
| ----- | ----- | ----- | ----- | ----- | ----- | ----- |
| 2 300 | 5 000 | 5 900 | 7 000 | 7 200 | 6 153 | 6 600 |

## Industria e infraestructura
En Spas-Klépiki existen compañías dedicadas a los sectores textil y de fabricación de zapatos.
Pasa a través de la ciudad la carretera regional R105 Moscú-Liúbertsy-Kasímov, de la que en la ciudad sale un ramal (la R123) que conduce a Riazán.
La localidad estaba en el ferrocarril de vía estrecha abierto en 1899 entre Riazán y Tuma, cerrado en secciones en 1972 y definitivamente en 1999.